# Kit Carson
Christopher "Kit" Houston Carson (Richmond, 24 de dezembro de 1809 — Fort Lyon, 23 de maio de 1868) foi um pioneiro do Velho Oeste, que se tornou notório pela atuação como guia e pela participação em guerras indígenas. Embora ele fosse famoso por grande parte de sua vida, historiadores nos últimos anos escreveram que Kit Carson não gostou, não quis, ou mesmo entendeu completamente a celebridade que ele experimentou durante sua vida.

## Biografia

### Juventude
Nascido no Condado de Madison, Kentucky de uma família de origem irlandesa, Kit transfere-se já em 1811 para Missouri, ainda um território semi-selvagem. Em agosto de 1826, cansado do trabalho de aprendiz de seleiro, foge para agregar-se a uma caravana, indo direto para o Novo México.

### Guia
Entre 1832 e 1842, Kit Carson viajou na vastíssima zona das Montanhas Rochosas, entre Idaho, Colorado, Utah e Wyoming, partilhando a vida precária de trappers, já então lendários, e se casa uma vez com uma mulher índia, Waa-nibe. Em 1842/43 guia como scout duas expedições de John Charles Frémont através de vários territórios inexplorados: o objetivo oficial é o estudo do South Pass e a medição da altura das Montanhas Rochosas, um trabalho que levará depois à confecção do primeiro grande mapa do Oeste.
Em seguida, Kit Carson casa-se com Josefa Jaramillo e logo constrói uma fazenda nos arredores de Taos. Mas depois vende tudo, e acompanha Frémont na sua terceira expedição. De 1846 a 1848, vira combatente na guerra dos Estados Unidos contra o México na Califórnia. Kit Carson foi, entre outras coisas, usado como mensageiro a Washington e levou também a notícia da descoberta de ouro na Califórnia.
Até 1853 realiza várias outras missões como scout; em 1854 é nomeado agente indígena, guia diversas expedições militares e encontra tempo para ditar as suas memórias: sua autobiografia é um verdadeiro e próprio inventário de todos os tipos western - escrita de uma vez, não tendo em vista uma publicação (foi impressa somente em 1926), é surpreendentemente autêntica.
Vejam a reconstrução feita pelo livro "Il grande cielo dei cacciatori dei castori": "Retornado a Taos, Kit logo foi nomeado Comissário governamental para as tribos Ute e Jicarilla Apache, cargo que ocupou até a explosão da Guerra Civil em 1861. Após a sua primeira participação, ficou claro que Kit Carson pretendia defender não somente os brancos dos índios, mas, sobretudo os índios dos brancos. Como resultado, por todo o período no qual Kit Carson foi Comissário governamental, nem os Utes, nem os Jicarillas jamais marcharam sobre a trilha de guerra". Se para os Cheyennes, Kit Carson era o Pequeno Chefe, "para os Utes não foi outro senão Pai Kit".

### Carreira militar
Em 1861 se demite do cargo e torna-se coronel de um regimento de voluntários do Novo México: toma parte em várias campanhas contra os índios, como aquela, entre 1863 e 1864, contra os Navajos, índios que foram os seus mais difíceis inimigos, e, invés de comportar-se como o leal herói das nossas histórias em quadrinhos, os constringe à rendição, destruindo as suas reservas invernais de alimento e expondo assim guerreiros, mulheres e crianças a uma morte horrível. Carson os deportou depois para um campo de concentração no Novo México, de onde os Navajos poderiam voltar ao Arizona após cinco anos de prisão e somente para estarem confinados em uma reserva.
Carson torna-se general e dá baixa em 1867. No ano seguinte é superintendente para os negócios indígenas no Colorado. Morre em 23 de maio de 1868.

## Curiosidades
- Em sua homenagem, Buffalo Bill deu o nome de Kit Carson a um de seus filhos, que depois viria a falecer ainda na infância (conforme mostrado no filme Buffalo Bill de 1944, com Joel McCrea).

- Gian Luigi Bonelli "adotou" o personagem de Rino Albertarelli Kit Carson como companheiro e melhor amigo de seu mais famoso personagem Tex, que é uma homenagem ao famoso pioneiro.